# Yann M'Vila
Yann M'Vila (Amiens, 29 de junho de 1990) é um futebolista francês de ascendência congolesa que atua como volante (ou trinco). Atualmente está no Caen.

## Gols pela Seleção
| 1                                   | 2 de Setembro de 2011 | Qemal Stafa, Tirana, Albania | Albânia | 0–2 | 1–2 | Qualificações Eurocopa 2012 |
| Atualizado em 11 de outubro de 2011 |                       |                              |         |     |     |                             |

## Títulos
Rennes
- Copa Gambardella: 2008